# Elvidio Prisco
Gaio Elvidio Prisco (in latino Gaius Elvidius Priscus; ... – 75 circa) è stato un politico e filosofo stoico dell'impero romano, detentore di cariche elevate tra il regno di Claudio e quello di Vespasiano.

## Biografia
Elvidio era figlio di un primipilo sannita della città di Cluviae. Tra i primi incarichi del cursus honorum da lui intrapreso si annovera la questura, che ricoprì sotto Claudio nella provincia di Acaia, nel sud della Grecia. Come legatus legionis in Siria, nel 51 gli toccò il compito di intervenire nei disordini dilaganti in Armenia. Sotto Nerone, nel 56, fu tribuno della plebe e in questa veste si oppose energicamente all'applicazione troppo rigorosa del diritto di vendita all'asta.
In seconda moglie Elvidio prese Fannia, figlia di Trasea Peto, con il quale notoriamente condivideva un fervente e coraggioso repubblicanesimo. La sua dichiarata simpatia per Bruto e Cassio, al pari del suo coinvolgimento nel processo a carico del suocero, condusse nel 66 al suo esilio ad Apollonia, dove fu seguito da Fannia. Restò in Macedonia fino alla morte di Nerone.
Dopo che Galba nel 68 ebbe disposto il ritorno di Elvidio, questi subito denunciò Eprio Marcello, accusatore di suo suocero Trasea Peto; ma poi lasciò cadere le accuse, essendo chiaro che una condanna avrebbe finito per coinvolgere diversi senatori. Fu ancora Elvidio a occuparsi del funerale di Galba, dopo l'assassinio dell'imperatore. Nominato pretore ebbe il coraggio di opporsi a Vitellio in Senato, e quando più tardi (70) fu in carica, in dissenso da Vespasiano, pretese che la gestione delle finanze restasse rimessa alla discrezionalità senatoria. Propose quindi di restaurare a spese pubbliche il Campidoglio, rimasto distrutto in seguito allo scoppio della guerra civile tra Vitellio e Vespasiano. Elvidio non riconobbe mai nei suoi editti pretori Vespasiano come imperatore, tanto da chiamarlo per nome.
Pur stimato come oratore eminente e fedele ai propri principi, Elvidio tenne infatti una condotta irriguardosa verso Vespasiano che gli fruttò infine un nuovo esilio, e poco dopo (75) l'imperatore ne dispose l'esecuzione capitale. Per incarico della vedova Fannia, che ancora una volta l'aveva seguito nell'esilio, la sua vita fu annotata in forma di panegirico da Erennio Senecione. Ciò condusse alla fine del 93 alla messa a morte dell'autore per ordine dell'imperatore Domiziano.
La stessa sorte toccò al figlio di Elvidio, di lui omonimo, che quello stesso anno avrebbe osato deridere Domiziano in una commedia.